# Dissotrocha macrostyla
Dissotrocha macrostyla is een raderdiertjessoort uit de familie Philodinidae. De wetenschappelijke naam van deze soort is voor het eerst geldig gepubliceerd in 1838 door Ehrenberg als Philodina pannosa.